# Mansión Loop-Harrison
La mansión Loop-Harrison, también conocida como Joseph M. Loop House fue construida como una casa privada ubicada en 228 South Ridge Street en la ciudad de Port Sanilac, al oriente del estado de Míchigan (Estados Unidos). Ahora forma parte del Museo Histórico del Condado de Sanilac. El edificio fue incluido en el Registro Nacional de Lugares Históricos en 1972. 

## Historia
Joseph Miller Loop nació en Elmira, Nueva York, en 1814, y vivió allí hasta 1933. Se mudó a Nueva Orleans, Wisconsin e Illinois antes de llegar a Míchigan en 1843. Loop se casó con su primera esposa, Caroline Barteau, poco antes de 1840. Caroline murió unos cinco años después y Loop se casó con Jane Gardner Loop en 1846. En 1850, Loop practicaba la medicina en Novi. Los Loops se mudaron a Port Sanilac en 1854, donde Joseph abrió un consultorio médico. Loop asistió a la escuela de medicina de la Universidad de Míchigan, y se graduó en 1855. Los Loops vivieron en una cabaña hasta 1862, cuando construyeron una casa de madera. 
Loop construyó esta casa en la década de 1870 para usarla como oficina y residencia. La construcción comenzó en 1872, y tomó tres años, con un costo total de 11 000 dólares. Joseph y Jane Loop vivieron en la casa hasta su muerte, Jane en 1895 y Joseph en 1903. La casa luego pasó a la hija de The Loop, Ada, y a su esposo, el Rev. Julius Harrison. Vivieron en la casa con sus dos hijos Stanley y Fred hasta su muerte, Ada en 1925 y Julius en 1933.
Stanley, el hijo de Ada, era capitán de barcos de los Grandes Lagos. En 1964, cuando el Capitán Stanley Harrison traspasó la casa y la propiedad circundante a la Sociedad Histórica del Condado de Sanilac, para usarla como museo. Stanley continuó viviendo en la casa hasta su muerte en 1977. La sociedad restauró el edificio,  y continúa usándolo como museo y está abierto para visitas.

## Descripción
La casa es una casa de ladrillo de 2-1 / 2 pisos estilo Segundo Imperio con techo abuhardillado. La casa tiene dos chimeneas distintivas y de detalles clásicos, supuestamente construidas por un albañil irlandés itinerante que se encontraba en la zona durante la construcción. El ala principal de la casa mide aproximadamente 40 pies por 50 pies y el ala oeste aproximadamente 24 pies por 44 pies. El interior contiene diecinueve habitaciones, que incluyen un consultorio médico, una biblioteca y un salón de baile en el tercer piso.